# Centre sportif Yané-Sandanski
 (août 2024).
Le centre sportif Yané-Sandanski (en macédonien : Спортски центар Јане Сандански) est une salle multifonctions située dans la ville d'Aerodrom à Skopje en Macédoine du Nord. Il porte le nom du révolutionnaire macédonien Yané Sandanski qui a lutté contre la domination ottomane en Macédoine à la fin du XIXe siècle et au début du XXe siècle.

## Histoire
Construite en 1980, il est décidé en 2012 sa démolition complète qui interviendra en 2013. Elle est alors reconstruite et rouverte en 2014 grâce au financement du milliardaire russe Sergueï Samsonenko, également propriétaire du club de handball du RK Vardar Skopje. En septembre 2015, sa capacité est augmentée de 500 sièges pour atteindre 7 500 places.
Plusieurs clubs y ont élu résidence : le RK Vardar Skopje (handball masculin), le ŽRK Vardar Skopje (handball féminin) et le KK MZT Skopje Aerodrom (basket-ball).